# Anderssonskans Kalle (film, 1950)
Anderssonskans Kalle är en svensk ungdomsfilm från 1950 i regi av Rolf Husberg.

## Handling
Kalles mamma driver en stryk- och tvättinrättning på Söder i Stockholm. Kalle är på grund av sin mammas arbete utan passning på dagarna och har efter skolan möjlighet att utföra pojkstreck till förtret för tanterna i grannskapet.

## Om filmen
Filmen premiärvisades på biograf Falan i Falun 21 november 1950. Anderssonskans Kalle har filmats sex gånger, två stycken med regi av Sigurd Wallén på stumfilmstiden. Som förlaga till filmerna har man journalisten Emil Norlanders ungdomsroman Anderssonskans Kalle som utkom 1901. I filmen filmdebuterade Janne Loffe Carlsson som en av de små pojkarna.

## Rollista i urval

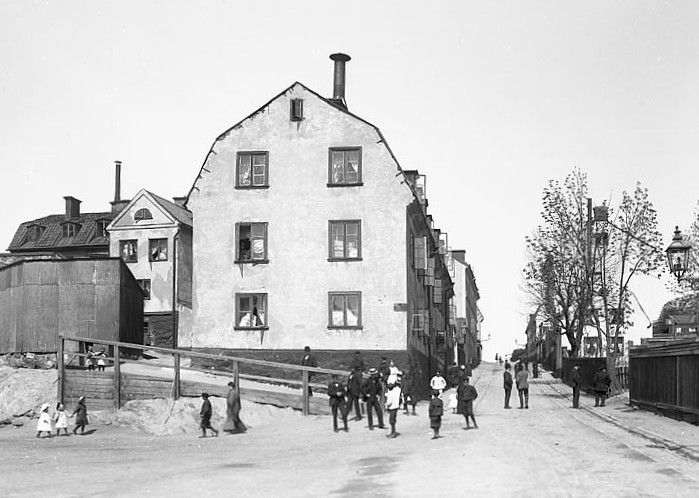
Yttersta Tvärgränd har varit inspelningsplatsen för flera versioner av Anderssonskans Kalle, här ett fotografi från 1908.

- Peter Blitz – Anderssonskans Kalle
- Gurli Bergström – Anderssonskan, änka, hans mor
- Harriet Andersson – Majken, hennes dotter
- Mona Geijer-Falkner – Bobergskan
- Rut Holm – Pihlgrenskan
- Bellan Roos – Lövdalskan
- Hanny Schedin – Petterssonskan
- Arne Källerud – Jonsson, poliskonstapel
- Lars Ekborg – Gustav Sandlund, tidningsvolontär
- Henrik Schildt – Nisse Helling, juveltjuv
- Sven Magnusson – Jocke, Nisses medhjälpare
- John Botvid – Korv-August, varmkorvförsäljare
- Artur Rolén – Kol-Karlsson, ved- och kolhandlare
- Torsten Lilliecrona – Hellings kumpan
- Carl Gustaf Lindstedt – Tjuvfiskare